# Syngonanthus canaliculatus
Syngonanthus canaliculatus är en gräsväxtart som beskrevs av Silveira. Syngonanthus canaliculatus ingår i släktet Syngonanthus och familjen Eriocaulaceae. Inga underarter finns listade i Catalogue of Life.